# Compagnia del Nord-Ovest
La Compagnia del Nord-Ovest (nome originario North West Company o NWC) fu una compagnia commerciale operante tra il 1779 e il 1821 nel campo delle pellicce.
La compagnia, la cui sede principale era a Montréal, entrò in competizione sempre più accesa con la Compagnia della Baia di Hudson per i commerci con le nuove regioni esplorate e colonizzate del Canada, al punto che piccole dispute degenerarono sempre con più frequenza in conflitti più gravi. La soluzione fu la forzata fusione della NWC con la Compagnia della Baia di Hudson, avvenuta nel 1821.
Nel 1990, dopo una pausa di 169 anni, un gruppo di operatori ha deciso di far rivivere il nome di North West Company (legalmente The North West Company) con una nuova azienda: una catena di negozi di alimentari e merchandising con sede a Winnipeg e con negozi nel Canada settentrionale, in Alaska, nei territori del Pacifico degli Stati Uniti e nei Caraibi. La società è quotata alla Borsa di Toronto (TSX: NWC).

## Storia
Ci sono riferimenti storici a una Compagnia del Nord Ovest già nel 1770, tra cui i commercianti di Montreal Benjamin Frobisher, Isaac Todd, Alexander Henry il Vecchio e altri, ma le storie standard fanno risalire la società a un'organizzazione formata nel 1779, che includeva Todd, Simon McTavish e James McGill. Cercando di rompere il monopolio della Compagnia della Baia di Hudson sul commercio di pellicce nordamericano, nel 1780 all'organizzazione si unirono Peter Pond e Alexander Ellice, con i suoi fratelli, Robert e James, (e, in seguito, i suoi figli, tra cui Edward Ellice).
Nell'inverno del 1783-1784, la Compagnia del Nord Ovest fu ufficialmente creata, con i suoi uffici aziendali in Vaudreuil Street a Montreal. Era guidata dagli uomini d'affari Benjamin Frobisher, suo fratello Joseph e Simon McTavish, insieme a investitori-partner che includevano gli Elce, Robert Grant, Nicholas Montour, Patrick Small, William Holmes e George McBeath.
Nel 1787 la North West Company si fuse con un'organizzazione rivale, la Gregory, McLeod and Co., che portò molti altri partner capaci, tra cui John Gregory, Alexander Mackenzie e suo cugino Roderick Mackenzie. La società del 1787 consisteva di 20 azioni, alcune detenute dagli agenti di Montreal e altre da soci che trascorrevano la stagione commerciale nel paese delle pellicce e supervisionavano il commercio con le popolazioni aborigene locali. Si incontravano ogni luglio presso il deposito della compagnia a Grand Portage sul Lago Superiore, in seguito trasferito a Fort William. Sempre sotto l'egida della compagnia, Alexander Mackenzie condusse due importanti spedizioni di esplorazione. Nel 1789 discese il Grand River (ora chiamato Mackenzie River) fino all'Oceano Artico, e nel 1793 si recò via terra dal Peace River all'Oceano Pacifico. Ulteriori esplorazioni furono eseguite da David Thompson, a partire dal 1797, e successivamente da Simon Fraser. Questi uomini si spinsero nei territori selvaggi delle Montagne Rocciose e dell'Altopiano Interno e fino allo Stretto di Georgia sulla costa del Pacifico.

## Affare Frobisher-McTavish
La morte di Benjamin Frobisher aprì le porte a un'acquisizione della North West Company da parte di Simon McTavish, che fece un accordo con il fratello sopravvissuto di Frobisher, Joseph. La società di McTavish controllava effettivamente undici delle venti azioni in circolazione dell'azienda che all'epoca  era composta da 23 soci, ma "il suo staff di agenti, fattori, impiegati, guide, interpreti, più comunemente conosciuti oggi come voyageurs ammontava a 2000 persone". Oltre ad Alexander Mackenzie, questo gruppo comprendeva gli americani Peter Pond e Alexander Henry sr. Ulteriori riorganizzazioni della società si verificarono nel 1795 e nel 1802, le quote furono suddivise di volta in volta per fornire sempre più soci.
L'integrazione verticale dell'attività fu completata nel 1792, quando Simon McTavish e John Fraser formarono una società londinese per fornire merci commerciali e commercializzare le pellicce, la McTavish, Fraser and Company. Mentre l'organizzazione e la capitalizzazione della Compagnia del Nord Ovest provenivano dagli anglo-quebecchesi, sia Simon McTavish che Joseph Frobisher sposarono franco-canadesi. Numerosi franco-canadesi svolsero un ruolo chiave nelle operazioni sia nella costruzione, nella gestione e nella partecipazione azionaria dei vari avamposti commerciali sparsi in tutto il paese, sia tra i voyageurs coinvolti nel commercio effettivo con i nativi.
Nel nord-ovest, la Compagnia espanse le sue operazioni a nord fino al Great Bear Lake,  e verso ovest oltre le Montagne Rocciose. Per diversi anni cercarono di vendere pellicce direttamente alla Cina, usando navi americane per evitare il monopolio della Compagnia britannica delle Indie orientali, ma lì furono realizzati pochi profitti. L'azienda si espanse anche nel Territorio del Nord-Ovest degli Stati Uniti (oggi Midwest di Michigan, Illinois, Indiana, Ohio e Wisconsin). Nel 1796, per posizionarsi meglio nel mercato sempre più globale dove la politica giocava un ruolo importante, la North West Company stabilì brevemente un'agenzia a New York City.
Nonostante gli sforzi, la Compagnia del Nord Ovest si trovò in netto svantaggio nella competizione per le pellicce con la Compagnia della Baia di Hudson, il cui statuto le dava un monopolio virtuale nella Terra di Rupert, dove venivano catturate le migliori pellicce. La compagnia cercò di convincere il Parlamento britannico a cambiare gli accordi, almeno in modo che la North West Company potesse ottenere i diritti di transito per spedire verso ovest le merci necessarie per il commercio delle pellicce. Si dice che Simon McTavish fece una petizione personale al primo ministro William Pitt, ma tutte le richieste furono rifiutate.

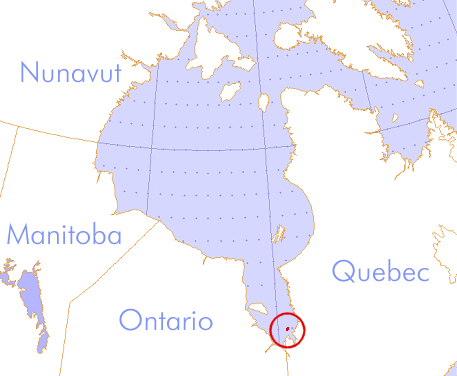
Isola di Charlton

Pochi anni dopo, senza alcun sollievo per la concorrenza della Compagnia della Baia di Hudson, McTavish e il suo gruppo decisero di giocare d'azzardo. Organizzarono una spedizione via terra da Montreal alla Baia di James e una seconda spedizione via mare. Nel settembre del 1803, il gruppo si riunì all'Isola di Charlton Island, in quello che oggi è il territorio del Nunavut. A Charlton Island, rivendicarono la regione abitata dagli Inuit, in nome della Compagnia del Nord Ovest, e furono in grado di capitalizzare le ricche pellicce della zona. La loro espansione verso nord-ovest tagliò i profitti della Compagnia della Baia di Hudson. Nel 1800, la HBC guadagnò 38.000 sterline nel commercio rispetto alle 144.000 sterline della North West Company nel 1800. Questa iniziativa audace colse alla sprovvista la Compagnia della Baia di Hudson. Negli anni successivi si vendicò piuttosto che raggiungere un compromesso, che McTavish aveva sperato potesse essere negoziato.